# Austis
Austis (sardisk: Aùstis) er en by og en kommune (comune) i provinsen Nuoro i regionen Sardinien i Italien. Byen ligger i 737 meters højde og har 820 indbyggere (2016). Kommunen har et areal på 50,81 km² og grænser til kommunerne Neoneli, Nughedu Santa Vittoria, Olzai, Ortueri, Sorgono, Teti og Tiana.